# Вулиця Свято-Миколаївська (Нікополь)
Вулиця Свято-Миколаївська — вулиця у місті Нікополь. Пролягає від вулиці Абрикосової до садового масиву Кам'янка-1. 

## Перехрестя
- вулиця Рибна
- вулиця Якова Новицького
- вулиця Довгалівська
- вулиця Лошкарівська
- вулиця Мистецька
- вулиця Перемоги
- вулиця Лесі Українки
- вулиця Незалежності України
- провулок Мисливський
- провулок Зелений
- провулок Східний

## Історія
З радянських часів вулиця носила назву на честь місцевого більшовика Федора Рижикова (1881-1941) який перед революцією 1917 року працював вантажником та брав участь у збройних формуваннях більшовицької партії, в Червоній гвардії, в загоні червоних партизанів. 
2023 року Нікопольська міська рада перейменувала вулицю Рижикова на вулицю Свято-Миколаївську.